# 王兵 (1938年)
王兵（1938年9月11日—2014年1月27日），籍貫湖南省浏阳，生于陕西延安。中国人民解放军上将王震之长子。
1955年加入中国人民解放军，曾担任海军南海舰队航空兵副参谋长。1983年，组建中国海洋直升机专业公司，并担任董事长。
2014年1月27日在北京逝世，享年75岁。